# Вольский, Василий Тимофеевич
Василий Тимофе́евич Во́льский (10 [22] марта 1897, Москва — 22 февраля 1946, Москва) — советский военачальник, генерал-полковник танковых войск (26.10.1944).

## Первая мировая война
- На военной службе с 1916 года. Участник Первой мировой войны, рядовой.
- Помощник районного военного комиссара (с декабря 1917 г.),
- секретарь и член Коллегии Чрезвычайной комиссии Замоскворецкого района Москвы (с июня 1918).

## Гражданская война
- Комиссар 28-го Козловского пехотного полка (июнь — август 1918),
- Помощник комиссара, комиссар войск обороны железных дорог Южного фронта (сентябрь 1918 — август 1920),
- Помощник командующего войсками Внутренней службы Восточно-Сибирского военного округа (сентябрь — ноябрь 1920),
- Начальник политотдела 8-й Западной стрелковой бригады (ноябрь 1920 — январь 1921),
- Военный комиссар 13-й кавалерийской дивизии (февраль — апрель 1921),
- Военный комиссар Семипалатинской группы войск (апрель — октябрь 1921),
- Военный комиссар 10-й кавалерийской дивизии (октябрь 1921 — октябрь 1922).

### Межвоенный период
- Стажировался в должности командира эскадрона 73-го кавалерийского полка (октябрь 1926 — август 1927),
- Командир 86-го, 69-го, 37-го кавалерийских полков (сентябрь 1927 — декабрь 1929), 6-й отдельной механизированной бригады,

- Окончил Военную академию им. М. В. Фрунзе в 1926 г., КУВНАС в 1929 г., бронетанковые КУКС в 1930 г.
- С 09.31 г. помощник инспектора мотомеханизированных войск РККА.
- Старший военпред инженерного отдела «АРКОС» (Англия) (февраль — май 1932).
- Командир 6-й механизированной бригады (12.32-12.34).
- В распоряжении Управления по начальствующему составу РККА (январь — декабрь 1935).
- С ноября 1935-го заведующий инженерным отделом торгпредства СССР в Милане (Италия).
- В распоряжении Разведывательного управления штаба РККА (январь 1936 — май 1939).
- Военный атташе при полпредстве СССР в Италии (1938—1939).
- Помощник начальника Военной академии механизации и моторизации РККА им. Сталина с 20.05.1939 года.

## В годы Великой Отечественной войны

Могила Вольского на Новодевичьем кладбище Москвы.

- Помощник командующего Юго-Западного фронта по механизированным войскам (1.7.41 — декабрь 1941),
- Заместитель генерал-инспектора Главного автобронетанкового управления (январь — апрель 1942),
- Заместитель командующего Крымским и Северо-Кавказским фронтами по танковым войскам (апрель — сентябрь 1942).
- В битве под Сталинградом (с октября 1942). Командир 4-го мехкорпуса. Корпусу отводилась центральная роль в ноябрьском контрнаступлении. 17 ноября, за два дня до начала наступления, Вольский через голову непосредственного командования направил Сталину письмо, в котором выражал сомнение в успехе операции и советовал отложить её или даже отменить[1].  Скандальный поступок не имел последствий для Вольского: он был оставлен в должности и участвовал в контрнаступлении[2].
- Командир 4-го (с 18.12.42 3-го гвардейского) механизированного корпуса.
- В марте-июне 1943 — в госпитале по болезни.
- Заместитель командующего бронетанковыми и механизированными войсками Красной Армии (июнь 1943 — август 1944),
- Командующий 5-й гвардейской танковой армией (18 августа 1944 — 16 марта 1945).
- С марта 1945 г. на лечении.

## Семья
Жена: инженер-полковник Вольская Татьяна Анатольевна.

## Смерть. Некролог
В марте 1945 г. генерал отбыл из армии на лечение в связи с обострением туберкулеза, однако предшествующее перенапряжение на фронте привело к тому, что усилия врачей оказались напрасны: В.Т. Вольский скончался 22 февраля 1946 г. в Москве. Похоронен на Новодевичьем кладбище. Некролог: Красная Звезда. 26 февраля 1946 г.

## Воинские звания
- Комбриг (17.01.1936)
- Генерал-майор танковых войск (4.06.1940)
- Генерал-лейтенант танковых войск (7.02.1943)
- Генерал-полковник танковых войск (26.10.1944)

## Награды
- Два ордена Ленина (15.12.1943, 21.02.1945)
- Два ордена Красного Знамени (03.11.1944, 29.06.1945)
- Орден Суворова I степени (10.04.1945)
- Орден Суворова II степени (28.01.1943)
- Медаль «За оборону Сталинграда»
- Медаль «За оборону Кавказа»
- Медаль «За взятие Кёнигсберга»
- Медаль «За победу над Германией в Великой Отечественной войне 1941—1945 гг.»
- Медаль «XX лет Рабоче-Крестьянской Красной Армии»